# Göztepe (métro d'Izmir)
Pour les articles homonymes, voir Göztepe.
Göztepe est une station de la ligne 1 du métro d'Izmir, terminus sud-ouest de la ligne depuis le 25 mars 2014.